# Discours de réception à l'académie française (Tristan L'Hermite)
Le Discours de réception à l'académie française de Tristan L'Hermite est prononcé lors de son élection à l'Académie française (fauteuil 17) en 1648, succédant à François de Cauvigny de Colomby, l'un de ses membres fondateurs.

## Présentation

### Contexte
Tristan L'Hermite est élu à l'Académie française (fauteuil 17) en 1648, succédant à François de Cauvigny de Colomby, l'un de ses membres fondateurs.

### Éditions
Le Discours de réception à l'académie française de Tristan L'Hermite est publié dans le Recueil des harangues prononcées par Messieurs de l'Académie française par Jean-Baptiste Coignard, en 1698.
En 1960, Amédée Carriat cite le discours intégralement, dans son Choix de pages.

### Édition originale
- Collectif, Recueil des harangues prononcées par Messieurs de l'Académie française dans leurs réceptions, & en d'autres occasions différentes, depuis l'établissement de l'Académie jusqu'à présent, Paris, Jean-Baptiste Coignard, 1698, 764 p., in-4°, p. 16-17

### Éditions modernes
- Amédée Carriat (présentation et annotations), Tristan L'Hermite : Choix de pages, Limoges, Éditions Rougerie, 1960, 264 p.

### Biographie
- Napoléon-Maurice Bernardin, Un Précurseur de Racine : Tristan L'Hermite, sieur du Solier (1601-1655), sa famille, sa vie, ses œuvres, Paris, Alphonse Picard, 1895, XI-632 p.